# Imake
imake — застаріла система автоматизації складання, котра використовує препроцесор мови С.
imake генерує файли для make з шаблону, який складається з макросів препроцесора С, і файлів, котрі створюються для кожної теки, і мають ім'я Imakefile. Це дозволяє встановлювати залежності (як то опції компілятора, альтернативні імена команд, спеціальні правила збірки) для відокремлення від описання одиниць для збірки.
imake походить від X Window System і був частиною її дистрибутиву, починаючи з 11-ї версії. З виходом X.org X11R7.0 її було замінено на GNU autotools. X11R6.9 став останньою версіїю X.org, котра використовувала imake; на даний час, imake використовується лише в XFree86.